# 일렉트라 콤플렉스
엘렉트라 콤플렉스(독일어: Elektrakomplex) 또는 일렉트라 컴플렉스(영어: Electra complex)는 소녀의 오이디푸스 콤플렉스를 가리키며, 1913년 칼 융에 의해 제창된 명칭이다.

## 개요
이 개념은 지그문트 프로이트의 이론에 근거하며, 그는 ‘동화’를 가리키는 핵심 원리로 오이디푸스 콤플렉스라는 용어와 밀접한 관련이 있다. 그러나 이 용어는 1913년에 칼 융에 의해 소개되었다.
엘렉트라 콤플렉스는 오이디푸스 콤플렉스가 여아에게 일어난 경우를 말하며, 여아가 아버지에 대해 강한 소유욕적인 애정을 품고, 어머니에 대한 강한 경쟁의식을 가지는 상태를 가리킨다.
이 이론에서 볼 수 있는 근친상간적인 욕망을 융은 그리스 비극의 하나인 '엘렉트라'(엘렉트라 여왕)에 빗대어 ‘엘렉트라 콤플렉스’라고 부르기 시작했다. ('엘렉트라'는 부왕을 죽인 어머니에게 복수한다는 이야기이다)
그러나 오이디푸스 콤플렉스의 제창자인 프로이트는 엘렉트라 콤플렉스의 개념과 명칭을 불필요한 것으로 보고 부정하고 있다. 따라서 프로이트 심리학에서는 여아에게도 "오이디푸스 콤플렉스"라는 명칭을 사용한다.

## 비판
여성의 경우 메인 콤플렉스가 강하여 엘렉트라 콤플렉스의 작동 여지가 없다는 설도 있다. 남존여비가 아닌 "자궁 소망"이라는 개념도 제창되었다. 또한 부권원리적이라는 페미니즘 운동 진영의 비난을 받았다.
또한, 남성의 "오이디푸스 콤플렉스"가 심한 경우 거세할 수 있으나, 여성은 거세가 불가능하다는 점에 있어서 남성만큼 콤플렉스를 심하게 느끼지 않으며, 어머니와 자신을 동일시하며 초자아가 형성되면서 사라진다.

## 같이 보기
- 정신 분석
- 컴플렉스
- 오이디푸스 콤플렉스